# 화상 집합
화상 집합(group of pictures) 또는 GOP 구조는 비디오 코딩에서 프레임 내 및 프레임 간 배열 순서를 지정한다. GOP는 코딩된 비디오 스트림 내의 연속적인 화상의 모임이다. 코딩된 각 비디오 스트림은 가시적 프레임이 생성되는 연속적인 GOP로 구성된다. 압축된 비디오 스트림에서 새로운 GOP가 발생한다는 것은 디코더가 다음 프레임을 디코딩하기 위해 이전 프레임이 필요하지 않으며 비디오를 통해 빠르게 탐색할 수 있음을 의미한다.

## 요소
GOP는 다음 화상 유형을 포함할 수 있다.
- I 프레임(intra coded picture, 인트라 코딩된 사진, 키프레임[1]이라고도 잘못 불리기도 함) – 다른 모든 사진과 독립적으로 코딩된 사진이다. 각 GOP는 이 유형의 프레임으로 시작된다(디코딩 순서대로).

- P 프레임(predictive coded picture, 예측 코딩된 화상) - 이전에 디코딩된 화상과 관련된 동작 보상 차이 정보를 포함한다. MPEG-1, H.262/MPEG-2 및 H.263과 같은 이전 설계에서는 각 P 프레임이 하나의 화상만 참조할 수 있으며 해당 화상은 표시 순서와 디코딩 순서에서 P 프레임보다 앞에 있어야 한다. 참조는 I 또는 P 프레임이어야 한다. 이러한 제약 조건은 최신 표준 H.264/MPEG-4 AVC 및 HEVC에는 적용되지 않는다.

- B 프레임(bipredictive coded picture, 양방향 예측 코딩 화상) – 이전에 디코딩된 화상과 관련된 동작 보상 차이 정보를 포함한다. MPEG-1 및 H.262/MPEG-2와 같은 이전 설계에서 각 B 프레임은 두 개의 프레임만 참조할 수 있다. 하나는 표시 순서에서 B 프레임보다 앞에 있고 다른 하나는 뒤에 오는 것이다. 참조된 모든 화상은 I 또는 I여야 한다. P 프레임. 이러한 제약 조건은 최신 표준 H.264/MPEG-4 AVC 및 HEVC에는 적용되지 않는다. 때때로 코덱은 단방향 B-프레임을 사용한다. 이는 미래 프레임의 데이터를 사용하지 않지만 다른 프레임은 이에 의존하지 않는 P-프레임이다. B-프레임의 기본 속성은 다른 프레임의 올바른 디코딩에 영향을 주지 않고 삭제할 수 있다는 것이다.

- D 프레임(DC direct coded picture, DC 직접 코딩된 화상) - 손실 견고성 또는 빨리 감기를 위한 프레임의 빠른 액세스 표현 역할을 한다. D 프레임은 MPEG-1 비디오에만 사용된다.

## 같이 보기
- 키 프레임